# Paul Pelliot
Paul Pelliot, född den 28 maj 1878 i Paris, död där den 26 oktober 1945, var en fransk sinolog och forskningsresande.
Pelliot blev professor i kinesiska vid franska skolan i Hanoi 1901 och professor i Centralasiens språk, historia och arkeologi vid Collège de France 1911. Sin största berömmelse fick han genom sina 1906–1909 företagna vetenskapliga expeditioner i östra Turkestan. Därifrån hemförde han till Paris en mängd manuskript – härstammande från l:a årtusendet e.Kr. – på olika språk och i olika skriftarter från den berömda fyndorten, det buddhistiska klostret i Dunhuang, varifrån Aurel Stein redan förut för engelska samlingar hembragt gott en tredjedel. Dessa fynds vetenskapliga bearbetande inleddes förutom av nämnda forskare och andra i olika länder, med stor framgång av Pelliot genom en mängd arbeten i de orientaliska fackpublikationerna Bulletin de l'École française d'Extrême Orient, Journal asiatique, Mémoires de la Société de linguistique, Journal of the Royal Asiatic Society med flera.